# Huáscar
Huáscar Inca (Quechua: Waskar Inka, navnets oprindelse uklar, muligvis fra fødestedet Huascarpata; født omkring 1493, død 1533) var Sapa Inka i Inkariget (Tawantinsuyu) fra 1527 til 1532, hvor han overtog tronen efter sin far, Huayna Capac og broderen Ninan Cuyochi, der begge døde af kopper, mens Huáscar førte krig nær Quito i det nuværende Ecuador.:112,117-119 
De konkrete omstændigheder i forbindelse med Huáscars overtagelse af positionen som Sapa Inka er ikke helt klare. Der findes ingen skriftlige kilder skrevet af inkaerne selv (da disse ikke besad et kendt skriftsprog) og viden om begivenhederne er således baseret på, hvad de spanske kolonister nedskrev. De spanske kilder er præget af, at Inkariget på daværende tidspunkt var splittet, og at de mest detaljerede beretninger om Huáscar er baseret på mundtlige overleveringer fra Huáscars modstandere. En af de bedre kilder er spanieren Gamboas værk "Inkaernes historie", der blev nedskrevet omkring 1572.
Baseret på bl.a. Gamboas beskrivelse menes at vide, at Huáscar blev født omkring 1500 som søn af Huayna Capac. Gamboa anfører i sit værk, at Huáscar døde som 40-årig i 1533, hvorfor han ifølge Gamboa må være født omkring 1493.

## Huáscars overtagelse af tronen
Huayna Capac blev i 1527 smittet med kopper, der var bragt til Sydamerika af de indtrængnede spaniere. Det er ikke ganske klart, hvorledes selve tronskiftet fandt sted. Kilder nævner, at Huayna på sit dødsleje udnævnte sin spæde søn Ninan Cuyochi som sin tronarving. Nogle kilder hævder, at dette valg var uacceptabelt for inkasamfundets ledere, og at Huayna Capac derfor blev bedt om at udpege en anden - eller muligvis minde ham om, at han tidligere havde udpeget Huáscar. Nogle kilder hævder, at Ninan Cuyochi døde af kopper forinden Huayna Capac døde, eller kort efter, men forinden at sendebude med meddelelsen om tronskiftet kunne nå frem til Ninan Cuyochi og dennes hof. Andre kilder nævner, at Huayna Capac også på dødslejet udpegede Huáscars halvbror Atahualpa, der nægtede at tage tronen som Sapa Inka, andre nævner Huáscars navn og andre antyder, at inkaernes ledere (præster) bragte Huáscar i forslag. Uanset hvordan begivenhederne forløb, kan det konstateres, at Huáscars overtagelse af riget betød indledningen til en borgerkrig i Inkariget mellem på den ene side Huáscar støttet af en fraktion i Cusco og Atahualpa støttet af inkaledere baseret mod nord, hvor Huayna Capac døde.
Huáscar er af den spanske krønikeskriver Juan de Betanzos beskrevet som en tyran. Dette er imidlertid ikke nødvendigvis sandheden om Huáscar, da Betanzos kilder er baseret på mundtlige overleveringer fra Betanzos hustru, der var tidligere hustru til Atahualpa, Huáscars bror og modpart i borgerkrigen. Betanzo beskriver, at Huáscar havde inddraget de tidligere inkaers land. I inkariget var de døde inkaers land helligt og inddragelsen blev set som en manglende respekt for det guddommelige.:189 

## Rivalisering med Atahualpa
Atahualpa forblev i Quito efter udpegelsen af Huáscar som Sapa Inka i Cusco. Ifølge Gamboa så Huáscar dette som et tegn på, at Atahualpa ville forsøge at tilrane sig magten gennem et oprør fra Quito. Da ledende inkaer ankom til Cusco med Huayna Capacs lig, udsatte Huáscar dem for tortur for at opnå oplysninger om Atahualpas planer, hvorefter han dræbte dem. De dræbte var af Hanan-klanen, og Huáscar tog herefter offentligt afstand fra Hanan-klanen, som han mente var støtter for Atahualpa. Huáscar erklærede herefter krig mod Atahualpa.:120 
Atahualpas og Huáscars styrker udkæmpede en række slag og Huáscar blev endeligt besejret ved Chimborazo og Quipaipan. Huáscar blev taget til fange, og Atahualpas hær indtog Cusco.:146-149  Ifølge Gamboa lod Atahuapas militære ledere herefter Huáscars støtter, herunder hans kvinder og børn, hænge mens Huáscar blev tvunget til at se på. De gravide kvinder fik maven sprættet op og fosteret hængt.:122 
Borgerkrigen i Inkariget fandt sted samtidig med, at spanske conquistadors gjorde deres indtog i Inkariget. På vejen til Cusco for at blive kronet som ny Inka sapa, mødtes Atahualpa med sin hær med en lille gruppe spaniere under kommando af Francisco Pizarro. Det lykkedes Pizarros ca. 150 mand at tage Atahualpa til fange og splitte inkaernes hær. Mens Atahualpa blev holdt fanget af spanierne, forlangte Pizarro, at Atahualpa foranledigede Huáscar til at mødes med Pizarro. Atahualpa var skeptisk og så sin position truet, såfremt Huáscar fik adgang til at mødes med spanierne, mens Atahualpa sad fanget. Atahualpa gav derfor fra sit fangenskab ordre til at dræbe Huáscar.:31  Huáscar blev herefter dræbt i 1533. Pizarro henrettede senere Atahualpa for mordet på Huáscar.

## Eksterne links
- Wikimedia Commons har flere filer relateret til Huáscar